# Harold Metcalf
Harold J. Metcalf, genannt Hal Metcalf, (* 11. Juni 1940 in Boston, Massachusetts) ist ein US-amerikanischer Physiker.
Metcalf studierte am Massachusetts Institute of Technology mit dem Bachelor-Abschluss 1962 und wurde 1967 an der Brown University in Physik promoviert. Ab 1968 forschte er an der State University of New York at Stony Brook (SUNY), wo er 1970 Assistant Professor, 1974 Associate Professor und 1983 Professor für Physik wurde. 1988 bis 1994 war er Direktor der Graduate Studies in Physik an der SUNY. 1999 erhielt er den Titel Distinguished Professor des SUNY.
Ab Ende der 1960er Jahre befasste er sich mit Laserspektroskopie für Präzisionsmessungen in der Atomphysik, wobei er mit Stickstofflaser-gepumpten Farbstofflasern arbeitete. Er untersuchte das Hydroxyl-Radikal und den Stark-Effekt in Rydberg-Atomen. Ab 1981 befasste er sich mit Laserkühlung.
1982 schlug er mit William D. Phillips, der dafür den Nobelpreis für Physik erhielt, vom National Bureau of Standards (NIST) das Konzept des Zeeman-Slower vor.
Weiter befasste er sich mit Subdopplerkühlung, Quanten-Bewegungszuständen (Quantum States of Motion), Dark States und magnetischen Effekten. In jüngster Zeit befasste er sich mit ultrastarken optischen Kräften (Optical Force, siehe Optische Pinzette) mit polychromatischem Licht und deren Anwendung in atomarer Nanofabrikation. Er ist Koautor eines verbreiteten Lehrbuchs über Laserkühlung.
An der SUNY initiierte er neben spezialisierten Atomphysik Kursen ein Master of Science in Instrumentation Programm und gründete das Laser Teaching Center mit.
1977/78 war er Gastprofessor am MIT und 1981 bis 1986 Berater beim NIST. 1986/87 war er Gastprofessor an der École normale supérieure in Paris und er war Gastprofessor an der Ben-Gurion-Universität und der Universität Utrecht. Er ist Fellow der American Physical Society und der Optical Society of America, die ihm 2023 ihre Esther Hoffman Beller Medal verlieh. 

## Schriften
- mit Peter van der Straten: Laser Cooling and Trapping, Springer Verlag, 1999